# Zoarces viviparus
Il blennide viviparo (Zoarces viviparus) è un pesce di mare della famiglia Zoarcidae.

## Distribuzione e habitat
Si tratta di una specie ad areale settentrionale, diffusa nell'Oceano Atlantico dal canale della Manica al mar Bianco comprendendo il mar del Nord ed il mar Baltico. È molto comune sulle coste atlantiche europee.

Si incontra in mezzo alle alghe o tra gli scogli, spesso in acque molto basse e nelle pozze di marea, ma anche fino a 40 m di profondità. Si può trovare in acque salmastre.

## Descrizione
Il suo aspetto è simile a quello delle bavose ma ha un corpo molto più allungato e serpentiforme. La pinna caudale e la pinna anale sono fuse con la pinna caudale formando una pinna unica che presenta un'intaccatura presso la coda, nella parte dorsale. Le pinne pettorali sono abbastanza grandi mentre le pinne ventrali sono molto piccole e poste sotto la gola. Il muso è appuntito e con labbra grandi che lo possono far scambiare per un ghiozzo se si vede solo la testa dell'animale. La pelle è viscida, con scaglie molto piccole.

Il colore è beige o verdognolo con screziature e strisce scure su corpo e pinna dorsale ed una fila di macchie allineate sui fianchi. Le pinne pettorali hanno un bordo giallo o arancio e nei maschi in amore talvolta hanno un colore rosso vivace.

Misura fino a 50 cm.

## Biologia
Questa specie è piuttosto longeva e può vivere fino a 10 anni. Ha la capacità di respirare aria atmosferica per breve tempo e può sopportare la bassa marea fuor d'acqua stazionando tra le alghe bagnate. Questo pesce non è pauroso e si fa spesso ammirare da vicino dai subacquei.

## Alimentazione
Si ciba di animaletti bentonici come crostacei, molluschi, pesciolini, etc.

## Riproduzione
Una caratteristica molto particolare di questo pesce è il fatto di avere una riproduzione vivipara. Le femmine, infatti, partoriscono fino a 3-400 avannotti dopo una gestazione di circa 4 mesi, quando sono già lunghi 4 o 5 cm. Solo un ovario della femmina è funzionante.

## Pesca
Questo pesce non viene pescato e non ha valore sul mercato.